# Hanns-Lilje-Haus

Hanns-Lilje-Haus

Das Hanns-Lilje-Haus ist ein Tagungs- und Fortbildungszentrum, Hotel und Sitz mehrerer Organisationen der Evangelisch-Lutherischen Landeskirche Hannovers in Hannover. Benannt wurde es nach dem hannoverschen Landesbischof Hanns Lilje. Das denkmalgeschützte Gebäude liegt am Hanns-Lilje-Platz gegenüber der Marktkirche Hannover. Das Hanns-Lilje-Haus (Tagungszentrum/Hotel/Einrichtungen) gehört zum Haus kirchlicher Dienste der Evangelisch-lutherischen Landeskirche Hannovers.

## Geschichte

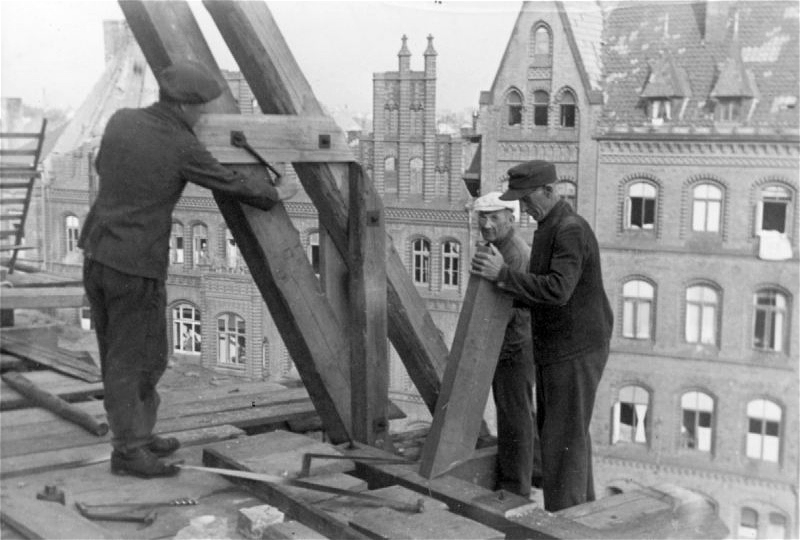
1947: Zimmerer bei der Rekonstruktion des Dachstuhls der Marktkirche; im Hintergrund der teilzerstörte Treppengiebel des Hanns-Lilje-Hauses;
Foto wohl Franz Nitschke, Bildarchiv der Region Hannover

Nach dem Zweiten Weltkrieg war das heutige Hanns-Lilje-Haus von 1947 bis 1957 Sitz des Landeskirchenamts. Ab 1957 war das Gebäude Sitz der Kirchenmusikschule Hannover. Die Kirchenmusikschule nutzte das Haus als Aus- und Fortbildungsstätte für Kirchenmusiker. Nach einer aufwendigen Renovierung eröffnete im Jahre 1991 der damalige hannoversche Landesbischof Horst Hirschler das Gebäude unter dem Namen Hanns-Lilje-Haus als modernes Tagungs- und Fortbildungszentrum inklusive Hotel.

## Amt für Gemeindedienst/Haus kirchlicher Dienste

### Ehemalige Einrichtungen
Das heutige Hanns-Lilje Haus trug von 1981 bis 1991 den Namen Haus für Gottesdienst und Kirchenmusik und war bis 2002 Sitz der Geschäftsstelle des Posaunenwerkes der Landeskirche im Amt für Gemeindedienst (AfG) (heute: Haus kirchlicher Dienste (HkD)) und der Arbeitsstelle Gottesdienst und Kirchenmusik im AfG, beide Einrichtungen gehören heute zum Evangelischen Zentrum für Gottesdienst und Kirchenmusik in Hildesheim. Die Evangelische Studentengemeinde Hannover und die Arbeitsgemeinschaft Seelsorge (heute Teil des Zentrum für Seelsorge) hatten hier ihren Sitz und wurden vom Amt für Gemeindedienst verwaltet.

### Tagungszentrum und Hotel

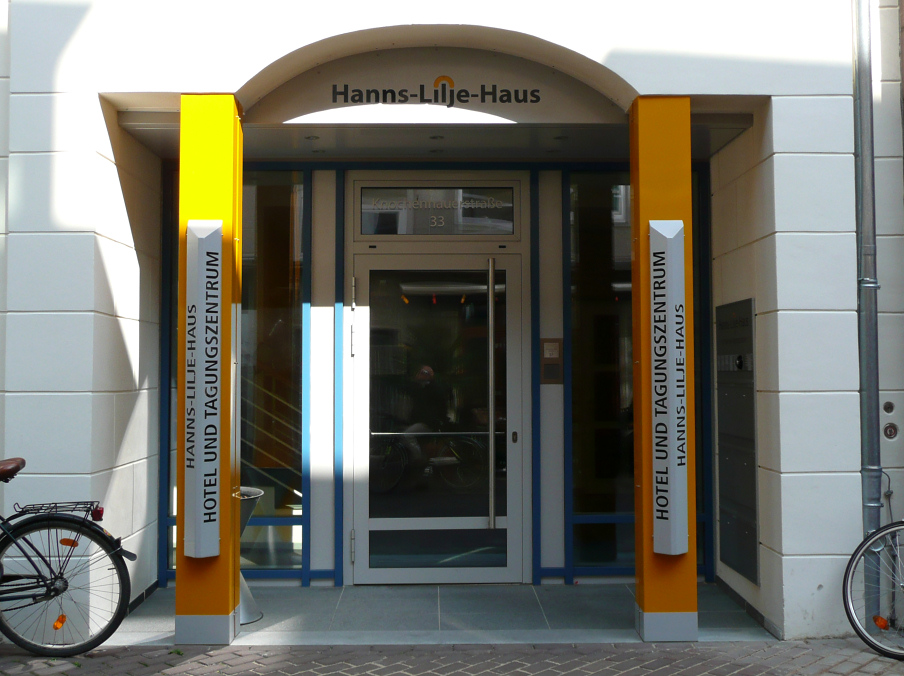
Eingang in einer Seitenstraße

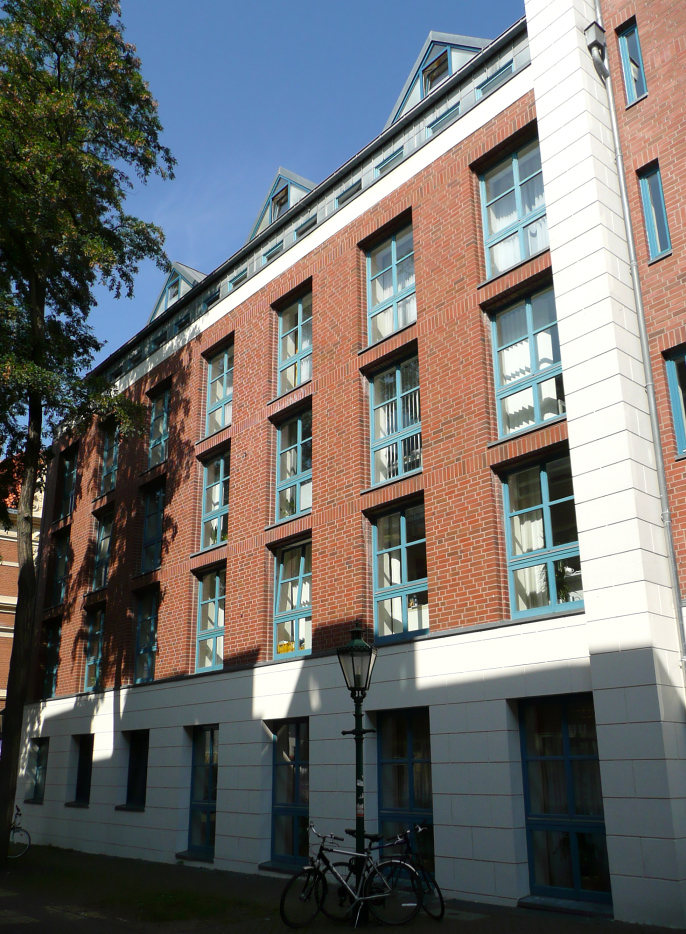
Hotelbereich in einer Seitenstraße

Das Hotel bietet bis zu 37 Übernachtungsgästen Platz. 23 Angestellte kümmern sich um die Gäste. Das Hotel ist Ausbildungsbetrieb für Hotelfachleute und bietet in Kooperation mit den Hannoverschen Werkstätten Praktikums- oder Arbeitsplätze für Menschen mit Behinderungen an. Seit 2011 ist das Hotel Mitglied im Verband christlicher Hoteliers e. V. (VCH).
Im Hanns-Lilje-Haus sind moderne Tagungsräume untergebracht, in denen die verschiedensten Veranstaltungen stattfinden.

### Einrichtungen
Im Hanns-Lilje Haus sind die Geschäftsstellen des Evangelischen Dorfhelferinnenwerks Niedersachsen und des Kirchlichen Dienst in Polizei und Zoll der Konföderation evangelischer Kirchen in Niedersachsen untergebracht, zudem befindet sich die Geschäftsstelle der Evangelischen Erwachsenenbildung Niedersachsen für den Bereich Hannover (Arbeitsgemeinschaft EEB Hannover/Niedersachsen Mitte) und Schaumburg-Lippe (Arbeitsgemeinschaft Schaumburg-Lippe) im Haus. Diese Einrichtungen sind dem Haus kirchlicher Dienste der hannoverschen Landeskirche zugeordnet und werden durch die Verwaltungsstelle des Hauses kirchlicher Dienste verwaltet.

#### Weitere Einrichtungen
Das Hanns-Lilje Haus ist Sitz der Geschäftsstellen der Hanns-Lilje-Stiftung, des Zentrums für Gesundheitsethik, der Hauptstelle für Lebensberatung in der Ev.-luth. Landeskirche Hannovers sowie der Arbeitsstelle für Personalberatung und Personalentwicklung in der Evangelisch-lutherischen Landeskirche Hannovers. Für diese Einrichtungen werden von der Verwaltungsstelle des Hauses kirchlicher Dienste aufgaben der Verwaltung/Geschäftsbesorgung übernommen.
Im Hanns-Lilje-Haus befindet sich die Buchhandlung an der Marktkirche, in der die Wiedereintrittsstelle „Kirche im Blick“ des Ev.-luth. Stadtkirchenverbandes Hannover untergebracht ist.